# 장하 (고려)
장하(張夏, 생몰년 미상)는 고려 말기의 문신, 정치인이었다. 본관은 결성이다.
1355년(공민왕 4년) 에 과거에 합격하고 홍건적 토벌에 참여하였다. 그 뒤 종2품인 문하평리(고려사)를 거쳐 결성군에 봉군되었고, 정2품인 평장사를 지냈다. 고려 말 혼돈 속에서도 고려왕조를 지키려 애썼으나 결국 뜻을 이루지 못하고 결성 박철동에 은거하여 평산서원을 짓고 살면서 후학 양성에 힘썼다. 조선 건국 후 이성계에 의한 여러 차례의 회유에도 굴하지 않고 불사이군의 충절을 지킴으로써 유명하다.

## 생애

### 관료 생활
아버지는 용문(用文), 조부는 열(悅), 증조부는 호장(戶長) 갑(甲), 고조부는 원백(元伯)이다.
1355년(공민왕4년) 예부시 동년록 동진사(同進士)시험에 합격 하여 과거 급제자가 되었다. 그 뒤 관직에 올라1361년(고려 공민왕 10년) 전의감주부(典儀監注簿)로 재직 중 중국의 홍건적 10만이 고려를 침공할 때, 최영, 안우, 이방실, 김득배 등과 함께 홍건적 토벌에 참여하였다. 홍건적이 물러가자 그는 개경을 수복한 공으로 훈(勳) 2등공신에 책록되고 은청광록대부(銀靑光錄大夫)로 승진했다. 그 뒤 밀직부사, 밀직제학을 거쳐 한성부 부윤이 되었다가 다시 서경유수로 부임하였다.

### 고려 말
그 뒤 경상도 도관찰출척사로 나갔다가 문하평리(門下評理)로 승진했다. 1392년(공양왕 2년) 윤이(尹彛), 이초(李初)의 옥사에 이색, 우현보 등과 함께 연루 되었다가 역성혁명파의 맹공격을 당했으나 무혐의로 풀려났다.

### 고려 멸망 이후
조선 개국직전 1391년 초 이성계가 평장사(정2품)와 결성군 봉군 제수를 조건으로 조선 개국에 동참 할 것을 요구 하였으나 공(公)이 불사이군(不事二君)의 충절(忠節)을 지키며 끝내 응하지 않고 거절하였다. 고려가 망하게 됨을 한탄하며 충남 홍성 박철동(博哲棟)에 은거하면서 평산서원(平山書院)을 짓고 후학을 가르치며 여생을 보냈다. 1399년에 향년 84세로 사망하였다.

## 기타
설산 장덕수와 언론인 장덕진, 독립운동가 장덕준 형제는 손자 유온(有溫)의 후손이었다.

## 같이 보기
| - 요동 정벌 - 위화도 회군 - 최영 - 우왕 - 신돈 - 우현보 - 이색 - 이숭인 - 정몽주 - 정도전 | - 차원부 - 윤이 이초 사건 - 두문동 72현 - 이의 - 장덕수 - 장덕진 - 장덕준 - 송진우 |

## 참고 문헌
- 고려사
- 고려사절요
- 성씨와 본관 2011.01.14 한국학 중앙연구원
- 고려충신 장하 평전